# Delphi (gemeente)
Delphi (Grieks: Δελφοί, Delfoi) is sedert 2011 een fusiegemeente (dimos) in de Griekse bestuurlijke regio (periferia) Centraal-Griekenland.
De acht deelgemeenten (dimotiki enotita) van deze fusiegemeente zijn:
- Amfissa (Άμφισσα)
- Galaxidi (Γαλαξίδι)
- Gravia (Γραβιά)
- Archeologisch Delphi (Δελφοί), werelderfgoed.
- Desfina (Δεσφίνα)
- Itea (Fokida) (Ιτέα)
- Kallieis (Καλλιείς)
- Parnassus (Παρνάσσος)

## Galerij

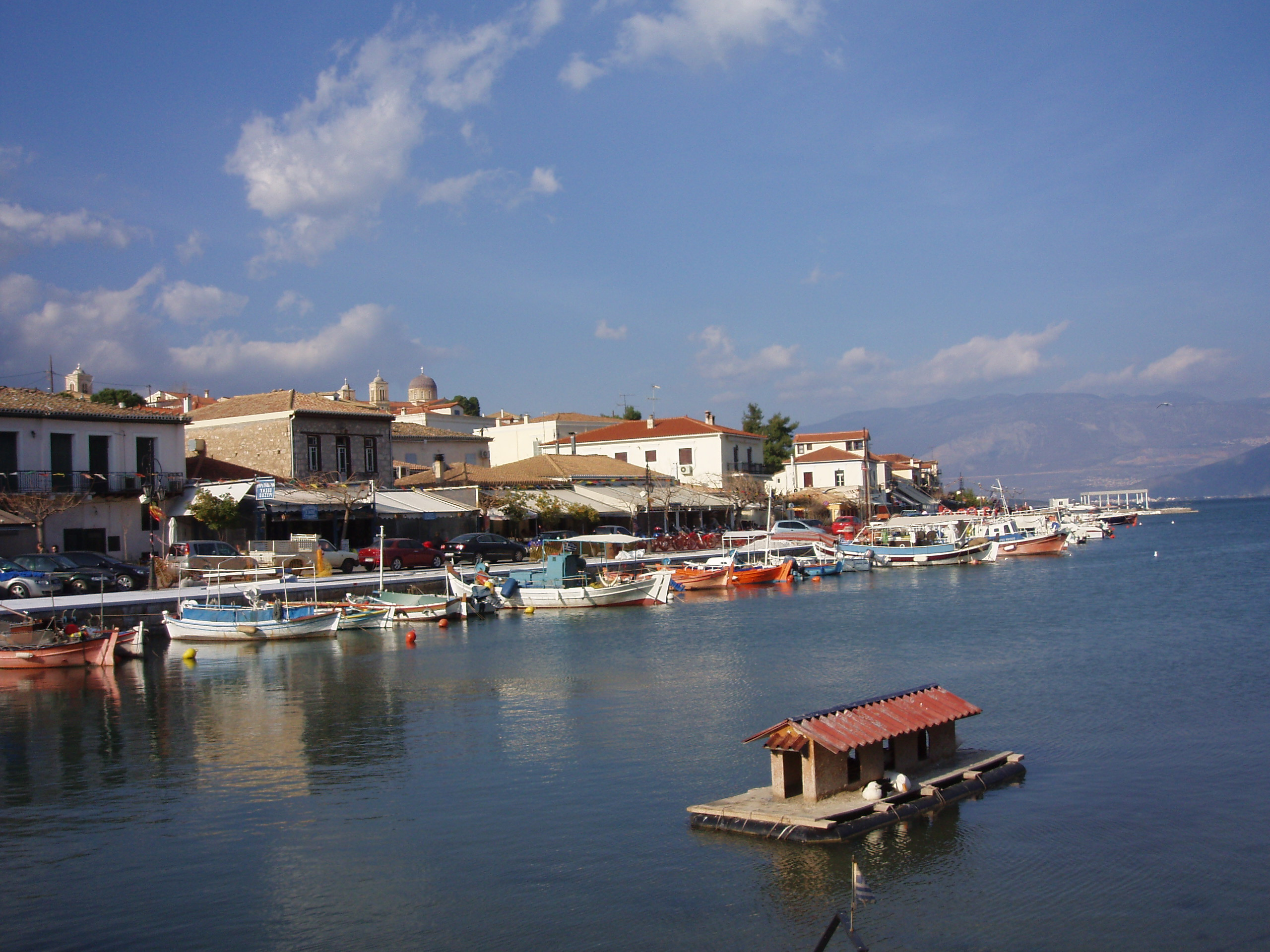
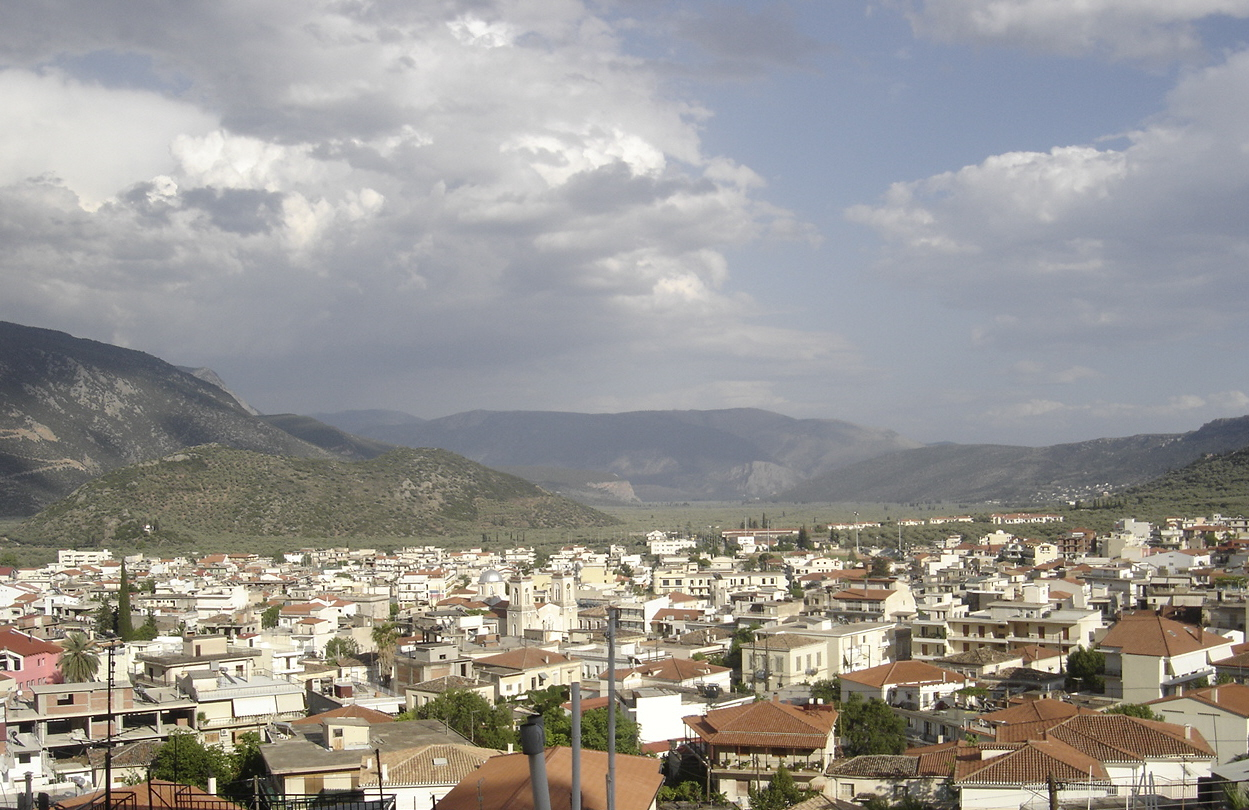
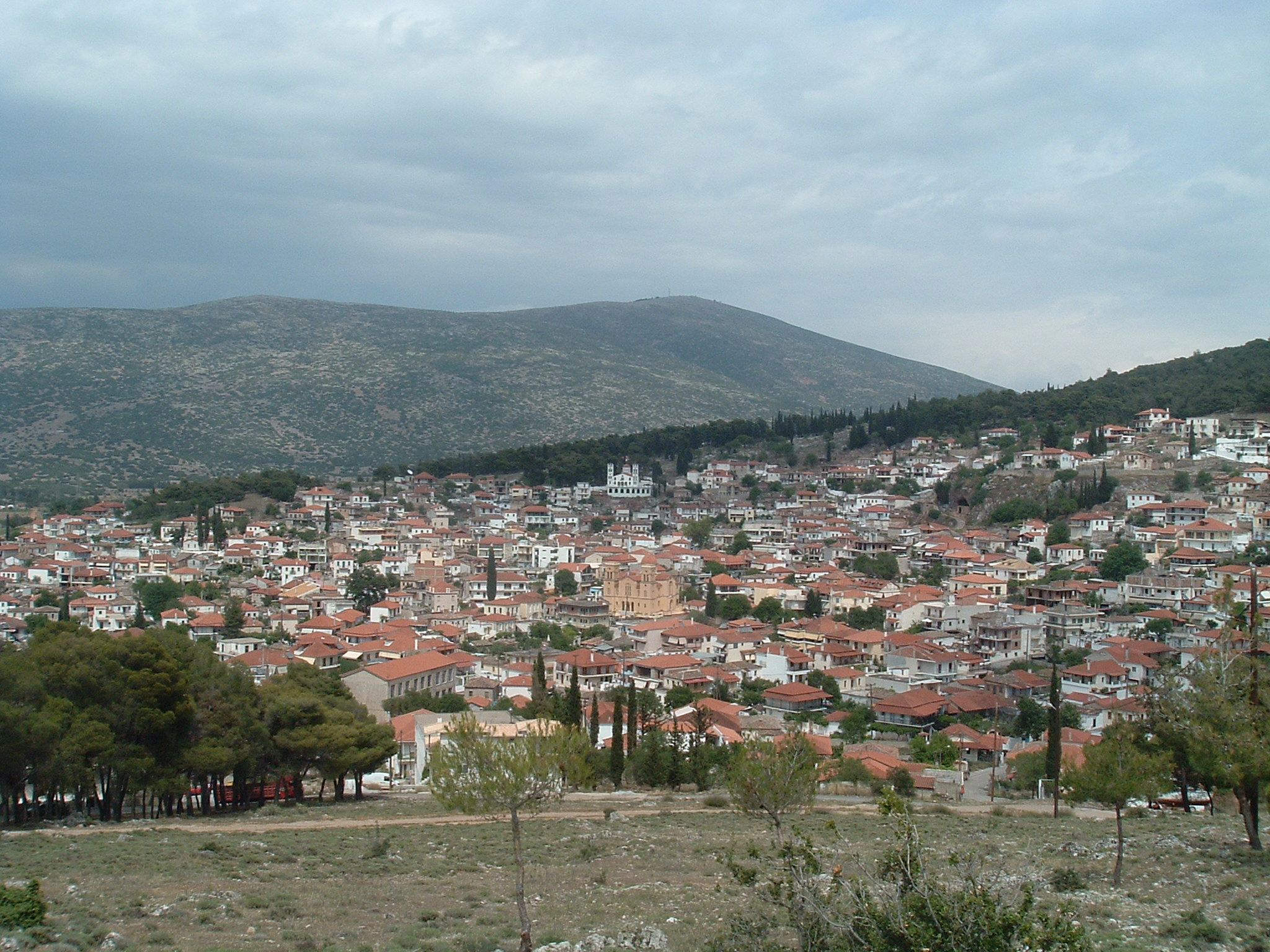
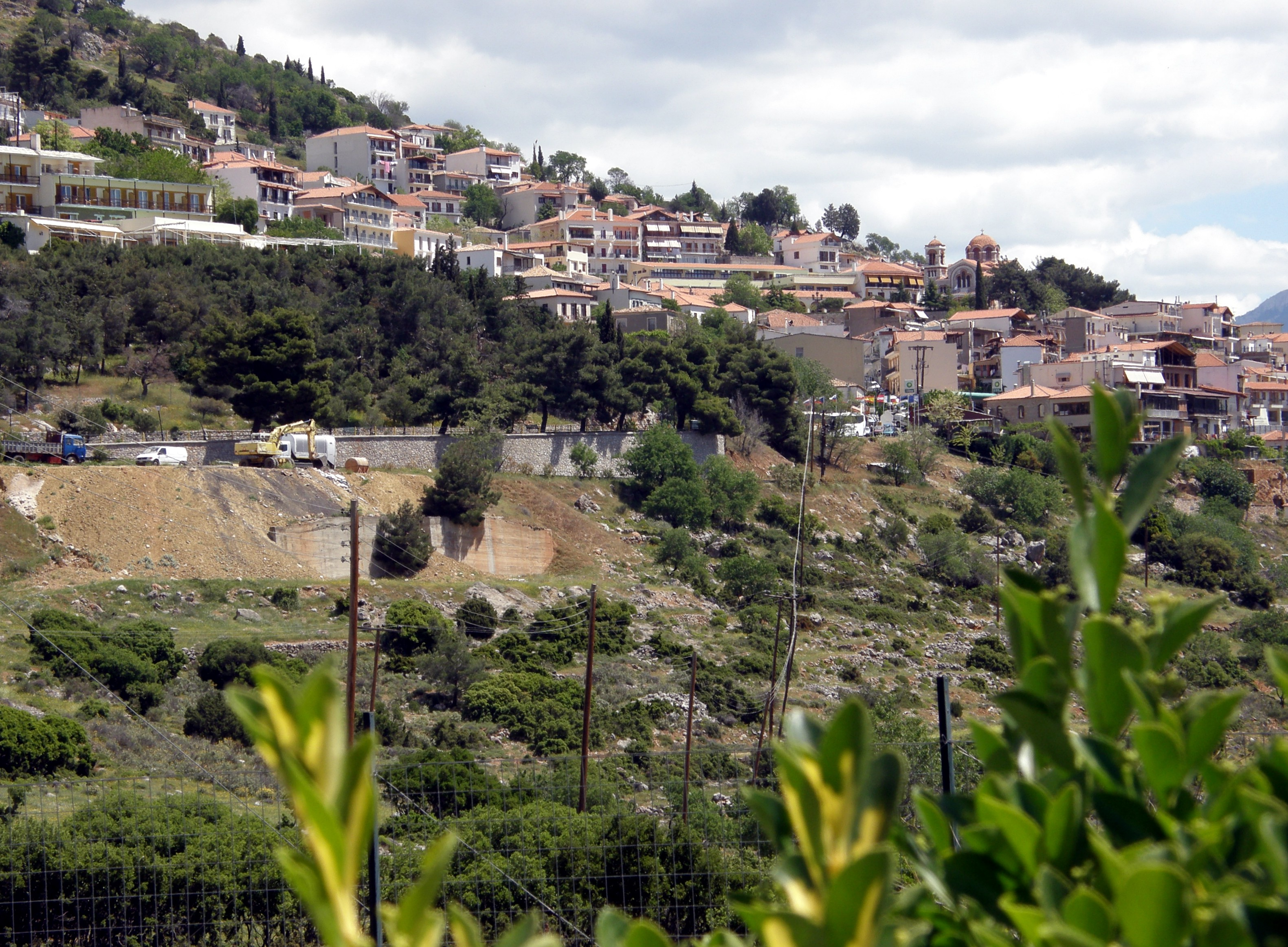